# 남부동 (경산시)
남부동(南部洞, Nambu-dong)은 경상북도 경산시의 행정동이다. 법정동인 삼남동, 서상동, 신교동, 상방동, 백천동을 관할하고 있다.

## 역사
1989년 1월 1일에 경산시를 설치하면서 행정동 남부동을 신설하였다.

## 행정 구역
- 삼남동(三南洞)
- 서상동(西上洞)
- 신교동(新校洞)
- 상방동(上方洞)
- 백천동(栢泉洞)

## 주요 시설
- 경산신용협동조합
- 경상병원
- 도립경산노인전문요양병원
- 중소기업경산연수원
- 백천사회복지관
- 경산시노인종합복지관
- 경산시장애인복지관
- 경산문화원
- 경산여성회관

## 교육
- 경산초등학교
- 삼성현초등학교
- 경북체육중학교
- 문명중학교
- 삼성현중학교
- 경북체육고등학교
- 문명고등학교
- 대신대학교

## 아파트
| 단지명                  | 건설사         | 시행사       | 주소                    | 입주        | 비고     |
| ----------------------- | -------------- | ------------ | ----------------------- | ----------- | -------- |
| 백천 신나리             | ㈜삼능건설     | 경북개발공사 |                         | 2005년 9월  |          |
| 동화리버빌              | ㈜동화주택     | ㈜동화주택   | 경청로221길 17 (백천동) | 2005년 3월  |          |
| 백천 월드메르디앙       | 월드건설㈜     | 월드건설㈜   | 경청로221길 12 (백천동) | 2005년 10월 |          |
| 초록마을 부영           | 동광주택산업㈜ | ㈜부영       | 백천동로 5 (백천동)     | 2004년 11월 |          |
| 상방주공                | 남양건설       | 대한주택공사 | 남매로6길 7 (상방동)    | 2006년 11월 | 국민임대 |
| 남천리버뷰 우방아이유쉘 | ㈜우방         | ㈜매경주택   | 삼성현로 347 (상방동)   | 2019년 11월 |          |